# Raimundo Meira

Raimundo Enes Meira (1866 – 1946) est un militaire portugais et un homme politique.

## Biographie
Raimundo Meira est né le 25 mai 1866 à Afife au Portugal. Il est le fils de Joaquim Alves Meira et de Custódia Enes Ramos Bezerra. 
Il s'engage volontairement au 3e Régiment d'Infanterie en 1886.